# Danilo II
Danilo II lub Daniło zwany Pećkim lub Starszym (serb. Данило, ur. ok. 1270, zm. 19 grudnia 1337) – serbski duchowny i twórca literacki, poeta i najbardziej płodny żywotopisarz serbskiego średniowiecza, arcybiskup serbski od 1324 r., święty Serbskiego Kościoła Prawosławnego.

## Życiorys
Pochodził ze znamienitego rodu, co umożliwiło mu zdobycie w młodości starannego wykształcenia. Był jednym z najbardziej zaufanych dworzan króla Stefana Milutina. Zrezygnował jednak ze służby na dworze i wstąpił do monasteru św. Mikołaja w Končulu. W latach 1304–1305 należał do otoczenia arcybiskupa Eustachego (sr. Jevstatija) II. W 1305 r. został wybrany na igumena Chilandaru. Dowodził obroną monasteru przed łupieżczymi napadami Katalończyków na górę Athos z lat 1307–1310. W obliczu zagrożenia zebrał najcenniejsze kosztowności klasztoru i wyruszył w zbrojnym konwoju do Serbii, gdzie przekazał je Milutinowi.
W 1311 roku wstąpił do celi św. Sawy w Karies. Przebywał tam jednak krótko, gdyż jeszcze w tym samym roku mianowany został biskupem bańskim. Urząd ten sprawował przez trzy lata. W tym czasie nadzorował budowę monasteru św. Stefana w Banjskiej i opiekował się skarbcem królewskim. W latach 1314–1316 ponownie przebywał w Chilandarze. Zajął się wtedy twórczością literacką. W 1317 r. na wezwanie Milutina powrócił do Serbii, by objąć biskupstwo humskie. Urząd ten zajmował do 1324 r., gdy został arcybiskupem Serbii.
W 1328 r. wzniósł w Peci cerkiew Bogurodzicy, którą następnie połączył zaprojektowanym osobiście egzonarteksem ze stojącymi obok świątyniami świętych Apostołów i św. Dymitra. Oprócz tego wybudował jeszcze cerkwie św. Mikołaja w Peci oraz św. Jerzego w Magliču.
Był doradcą trzech kolejnych władców Serbii, zręcznym dyplomatą, człowiekiem, jak twierdzi jego biograf, znającym wszelkie tajemnice. Zmarł 19 grudnia 1337 r. Uznany za świętego. Oficjum jemu poświęcone pt. Służba na zaśnięcie św. Danila II napisał metropolita Michał (Mihailo). Danila wspomina się 20 grudnia/2 stycznia.

## Twórczość
Uważa się go za autora kilku biografii arcybiskupów i królów serbskich, które weszły w skład Żywotów królów i arcybiskupów serbskich (Žitija kraljeva i arhiepiskopa srpskih), obejmujących czasy od Stefana Pierwszego Koronowanego do Stefana Duszana. Obecnie niełatwo jest ustalić autorstwo poszczególnych biografii, z których część została napisana przez kontynuatorów Danila. Za pochodzące od Danila uważa się biografie królów: Stefana Urosza I, Stefana Dragutina (Żywot świętego Stefana Dragutina) i Stefana Milutina, królowej Heleny i arcybiskupów: Arseniusza (Arsenija) I, Joannicjusza (Joanikija) I i Eustachego (Jevstatija) I, a czasem także Sawy II, Daniela I, Jakuba, Eustachego II i Sawy III. Żywoty te były najprawdopodobniej pomyślane jako całość, której pierwszy tom stanowić miały żywoty Symeona i Sawy pióra Domentijana. Celem biografii napisanych przez Danila było umocnienie władzy Nemaniczów i dlatego zaliczyć je można raczej do traktatów historycznych lub publicystyki politycznej niż do hagiografii.
Pracę Danila kontynuowali jego uczniowie. Jeden z nich w latach 1337–1340 napisał Żywot Stefana Deczańskiego i Żywot króla Duszana, a także biografię samego Danila II, a do dzieł swego poprzednika dopisał własne wstawki. On też zebrał wszystkie biografie w zbiór znany jako Żywoty królów i arcybiskupów serbskich.
Danilo w nowy dla literatury serbskiej, bardziej historyczny, a mniej hagiograficzny sposób, przedstawia omawiane postaci i wydarzenia. Dotyczy to szczególnie postaci króla Milutina. Jednocześnie jednak świętość króla nie podlega w jego relacji dyskusji. Kiedy opisuje, jak wielce szlachetny król Uroš (Milutin) oślepił syna swego ukochanego Stefana, nie przedstawia dramatu. Król jest władcą, a więc jest święty, a ponieważ jest święty, każdy jego czyn jest traktowany jako takowy. Przedstawiając szereg straszliwych i cudownych świętych Nemaniczów, Danilo obrazuje chwałę i potęgę państwa, które właśnie za Milutina wkraczało w okres swej imperialnej potęgi.
Jednocześnie jednak Danilo, dworski pisarz, był wyczulony na metafizyczną stronę bytu. W jego pisarstwie bardzo ostro ujawnia się napięcie pomiędzy ideałem życia kontemplacyjnego a życiem aktywnym, które prowadzili jego bohaterowie. Danilo pisał w okresie kształtowania się ruchu hezychastycznego, głoszącego odrzucenie świata materialnego i skupienie się na doskonaleniu wewnętrznym za pomocą ascezy, kontemplacji i modlitwy oraz praktyk medytacyjnych, które miały umożliwić wpatrującemu się we własne wnętrze kontakt z Bogiem, oglądanie jego wiecznej, niestworzonej światłości, którą apostołowie widzieli na górze Tabor. Obok świata przemocy, gwałtu i szczęku oręża, w dziele Danila, istnieje świat hezychastycznego milczenia i ciszy, przedstawiony jako łąka spokoju, gdzie drzewa szumią i śpiewają ptaki. Jego kwintesencją jest Święta Góra Athos. Bohaterowie Danila poszukują tego upragnionego świata również w ciszy innych monasterów i w swoim wnętrzu.
Danilo jest również twórcą utworów poetyckich: Nabożeństwa do arcybiskupa Arsenija (Služba arhiepiskopu Arseniju) i Nabożeństwa do arcybiskupa Jevstatija (Služba arhiepiskopu Jevstatiju). Co prawda żaden z zachowanych odpisów tego pierwszego nie zawiera imienia twórcy, ale autorstwo Danila nie podlega wątpliwości. W utworze tym święty wysławiany jest razem z ojczyzną, miejscem spoczynku jego relikwii oraz rodziną, w której został wychowany. Ponieważ kult św. Arsenija, a wraz z nim utwór poświęcony arcybiskupowi, rozpowszechnił się w XV wieku na Rusi, zastosowany przez Danila model wysławiania świętego przyjął się w hymnografii ruskiej.
Zbiór biografii pod tytułem Životi kraljeva i arhiepiskopa srpskih wydał w 1866 r. Đuro Daničić.
W języku polskim fragmenty trzech żywotów autorstwa Danila (Dragutina, Milutina i Heleny) wydano w przekładzie Aleksandra Naumowa w 1983 r. w zbiorze Dar Słowa. Ze starej literatury serbskiej, opracowanym przez tegoż badacza.